# Предприятие
 Тази статия е за организационната форма.  За наименованието на търговските субекти вижте Фирма.  
Предприятие е термин за организация с променливо значение, главно според обхвата и сферата на използване. Често неправилно е заместван от термини като компания, дружество и фирма.

## Етимология и значения
Думата произлиза от „предприемам“ като отглаголно съществително, означаващо 1. процеса „предприемане“, 2. резултата „предприемана дейност, начинание“ и 3. (обикновено разбирано) организационната форма за осъществяване на начинанието. Успореден производен термин е думата „предприемач“, означаваща човека, който предприема и осъществява начинанието.
В правото дефинициите на термина варират според нуждите на конкретната сфера на използване. Преобладават дефиниции, свързани с данъчното облагане и произтичащите правила за водене на счетоводство, както и с финансовото подпомагане на бизнеса. Легалните дефиниции в българското право са изложени по-долу.
В икономиката значението на термина също е променливо.
- В общото търговско право, регулиращо икономическите отношения (като Търговския закон в България), терминът може да бъде синоним на търговски субект, обхващайки негови организационни форми – юридически и физически лица, включително някои категории занаятчии и селскостопански производители. В българския закон обаче не се разглежда разпространената форма на несамостоятелно предприятие (подчинено на регистриран стопански субект) - ферма, работилница и пр.
- В икономическата наука терминът може да се употребява предимно за ново, прохождащо бизнес начинание на предприемач.
- Най-често обаче в практиката и разговорно думата се разбира в значение на организационна форма (обикновено юридически обособена) на стопанска дейност, без значение дали и в каква форма е регистрирана (като вид дружество или другояче).

## Стопанско предприятие
Основната цел на стопанските предприятия е производството на стоки и/или извършването на услуги и предлагането им на потребителите. Различават се:
- производствени предприятия – промишлени (цехове, фабрики, заводи) или селскостопански (земеделски стопанства, животновъдни ферми), и
- предприятия за услуги – ремонтни (работилници, заводи), транспортни (железници, параходства), строителни и др. под.

Вътрешната структура на по-големите производствени предприятия (фабрики, заводи) включва по-малки единици като цехове, работилници и др. Териториално обособени (например в отдалечен квартал или друго селище), такива подразделения може да се считат за подчинени предприятия. Нерядко предприятия на общ собственик се обединяват (като запазват относителна юридическа и оперативна самостоятелност) в по-едри предприятия – например комбинат, аграрно-промишлен комплекс, държавно стопанско обединение.
Повечето съвременни предприятия в пазарната икономика се организират като търговски дружества (за краткост наричани също компании), но могат да бъдат и във формата на други видове търговски субекти – кооперации, еднолични търговци и др. Оперативните ръководители на предприятията са подчинени на събранието на собствениците (съдружниците, съкооператорите), съответно на едноличния собственик на търговския субект. Някои търговски субекти (компании, кооперации, едноличници) нерядко са собственици на повече предприятия.

## Нестопанско предприятие
Могат да бъдат регистрирани и нетърговски предприятия (тоест без да имат за своя цел извличане на печалба), обикновено с едноличен публичен собственик (държава, община и др.) – главно в услугите, например предприятия за обществен транспорт, благоустрояване и пр. В голяма или непазарна икономика с висока степен на обобществяване на средствата за производство (както в социалистическите страни) част от предприятията (например електроцентрали) могат, макар и юридически обособени, да не са регистрирани като търговски субекти.

## Употреба в България

### Дефиниции
В законите са дадени различни дефиниции според правната материя, за която се отнасят:
- Кодекс на труда: Предприятие е всяко място – предприятие, учреждение, организация, кооперация, заведение, обект и други подобни, където се полага наемен труд[2].
- Закон за защита на конкуренцията: Предприятие е всяко физическо, юридическо лице или неперсонифицирано образувание, което извършва стопанска дейност, независимо от правната и организационната си форма[3].
- Закон за малките и средните предприятия: Предприятие е всяко физическо лице, юридическо лице или гражданско дружество, което извършва стопанска дейност, независимо от собствеността, правната и организационната си форма[4].
- Наредба за служебните командировки и специализации в чужбина: „Предприятия“ са търговци по смисъла на Търговския закон, юридически лица с нестопанска цел и други юридически лица, създадени или регистрирани по особени закони[5]

### Категории
Законът за счетоводството определя 4 категории предприятия според балансовата стойност на активите, нетните приходи от продажби и броя на заетите: микропредприятия; малки предприятия; средни предприятия; големи предприятия.
| Категория          | Активи             | Приходи             | Персонал |
| ------------------ | ------------------ | ------------------- | -------- |
| Микропредприятия   | до 700 000 лв.     | до 1 400 000 лв.    | 10       |
| Малки предприятия  | до 8 000 000 лв.   | до 16 000 000 лв.   | 50       |
| Средни предприятия | 8 – 38 000 000 лв. | 16 – 76 000 000 лв. | 250      |
| Големи предприятия | над 38 000 000 лв. | над 76 000 000 лв.  | 250      |